# Morosina Morosini

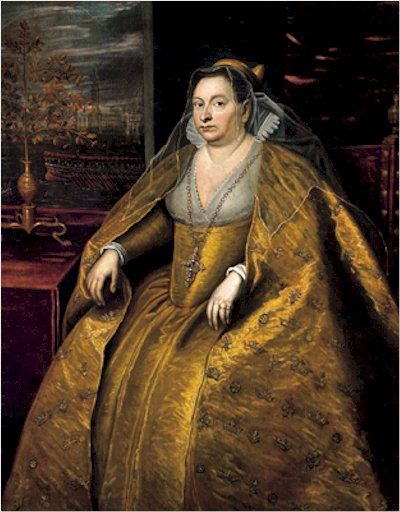
Domenico Tintoretto: Porträt der Dogaressa, nach 1595

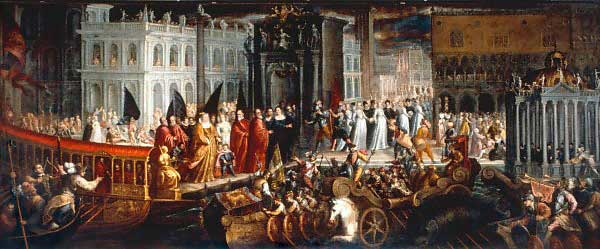
Andrea Vicentino: Morosina Morosini verlässt das Staatsschiff vor San Marco, Museo Correr

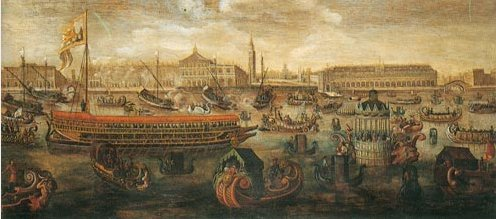
Sebastian Vrancx: Der triumphale Einzug der Dogaressa am 4. Mai 1597, Öl auf Hessian, frühes 17. Jahrhundert

Morosina Morosini, auch Morosina Morosini Grimani (* 1545 in Venedig; † 21. Januar 1614 ebenda), war durch ihre Ehe mit Marino Grimani, dem Dogen, von 1595 bis 1606 Dogaressa der Republik Venedig. Sie war bereits die fünfte Dogaressa aus der vermögenden und überaus einflussreichen Morosini-Familie. Verheiratet war das Paar bereits seit dem 27. November 1560.
Morosina Morosini di Andrea di Pietro und ihre Schwester Angela waren Töchter des Andrea Morosini und der Chiara Priuli. 1575 starb Pietro, ihr Bruder und einziger Erbe. Marino Grimani und sein ein Jahr jüngerer Bruder Ermolao (Almorò) hatten die vermögenden Schwestern am selben Tag im Jahr 1560 geheiratet. Die Schwestern wurden durch den Tod ihres Bruders Alleinerbinnen des Vermögens ihrer Eltern, nachdem es keinen männlichen Erben mehr gab.
Morosina Morosini und Marino Grimani hatten vier gemeinsame Töchter, nämlich Beatrice, die Nonne in S. Chiara di Torreselle zu Montagnana wurde, wo die Familie ausgedehnte Ländereien besaß; dann Donata, die 1579 Francesco Tiepolo heiratete; Laura, die 1582 Nicolò Corner ehelichte, sowie Maria, die drei Mal heiratete. 1593 ehelichte sie Alvise Grimani di Antonio, aus dem Zweig derer von San Polo, 1607 Nicolò Molin und schließlich 1608 Lorenzo Giustinian.
Morosina Morosini förderte die Wahl ihres Ehemanns zum Dogen mit enormen Geldsummen, wobei die Grimani, die ja auch schon einen Dogen gestellt hatten, ebenfalls über erheblichen Einfluss verfügten. Der Erfolg dieses Aufwandes, also die Wahl Marino Grimanis zum Dogen am 26. April 1595, spiegelte sich im aufwändigen Zeremoniell wider, das nicht nur für den neugewählten Dogen aufgeführt wurde, sondern auch für die nunmehrige Dogaressa.
Sie bewegte den Senat dazu, mit ihrem Mann gekrönt zu werden. Zugleich wurden die Gesetze, die normalerweise den Aufwand bei solchen Anlässen begrenzen sollten, für dieses eine Mal aufgehoben.
Eine Reihe von Gemälden vermittelt einen lebhaften Eindruck von dem ungeheuren Aufwand, der 1597 getrieben wurde, so etwa von der Fahrt durch den Canal Grande, den zahlreichen Begleitschiffen, die vor dem Palazzo Grimani bei S. Luca lagen, wo 400 Damen an der Krönung der Dogaressa auf zahlreichen Booten teilnahmen, der triumphale Aufzug vor S. Marco; dann im Bacino di San Marco, Vincenzo Scamozzi hatte gar ein schwimmendes Bauwerk errichten lassen, das als Teatro del mondo bekannt wurde. Dieses wurde von einem Ponton in Form eines Wals getragen, gezogen von vier Barken, die wie Fische wirkten. Die Dogaressa, die sogar kurz auf dem Dogenthron in San Marco und dann im Dogenpalast saß, gab eine Reihe von Porträts bei den besten Malern ihrer Zeit in Auftrag, so bei Jacopo Palma d. J., ein Gemälde, das sie mit der Dogenmütze darstellt (heute im Museo Correr). Als einzige Dogaressa erhielt sie vom Papst am dritten Tag der Krönung eine Goldene Rose.
Nach diesem pompösen, dreitägigen Zeremoniell wurde zumindest die Krönung der „ducissa“ mit Misstrauen betrachtet. Eine solche hatte seit 1557, als Zilia Dandolo Priuli gekrönt worden war, nicht mehr stattgefunden.
Rund ein halbes Jahrhundert nach der Krönung der Morosina Morosini am 4. Mai 1597 wurde ein solcher Staatsakt am 10. Januar 1646 endgültig untersagt, mit der Begründung, sie stelle zu sehr Luxus zur Schau. Mit der gleichen Begründung wurden die übrigen Zeremonien ebenfalls drastisch reduziert. Die letzte Dogaressa, die gekrönt wurde, war Elisabetta Querini (1694). Dies geschah unter Umgebung des besagten Verbotes.